# Arone
Arone è una famiglia nobiliare siciliana, dal 1729 Baroni di Bertolino.

## Storia
Questa nobile famiglia pare sia passata da Milano a Palermo, da dove si trasferì nella città di Sciacca, nella quale città occupò sempre le cariche di capitano di giustizia e senatore. Corrado Arone, fu il primo barone di Bertolino, a causa della morte prematura del fratello Michele, al quale spettava il titolo come figlio primogenito di Crispina Tagliavia e di Domenico Arone da Menfi. Il figlio di Corrado, Francesco, fu investito di Bertolino il 1º luglio 1729; morendo il 9 dicembre 1778 lasciando, fra gli altri figli, un Giuseppe che, essendo il primogenito, il 7 dicembre 1779 otteneva l'investitura del feudo di Bertolino. Morto Giuseppe gli succedeva il figlio primogenito Francesco il quale, morendo senza figli, lasciava il feudo al fratello Vincenzo, figlio secondogenito di Giuseppe, che ne ottenne investitura il 16 luglio 1804. Tra i vari figli Vincenzo ebbe Francesco, Salvatore e Pietro. Francesco fu barone di Bertolino e padre di Pietro, il quale sposò la nobile Caterina Gandolfo dei baroni di San Giuseppe e fu padre di Giovanna, che andò in moglie a Gaspare Palermo Arone, barone del Lazzarino. Salvatore invece sposò Antonia Schiavo e fu padre di Francesco, benedettino cassinese, e di Pietro, marito di Anna Ravidà Planeta, dalla quale ebbe numerosi figli. Pietro ultimo figlio di Vincenzo ad essere investito del titolo baronale, sposò Maria Ognibene, che lo rese padre di numerosi figli, tra i quali: Vincenzo, il primogenito, erede del titolo baronale, Niccolò, che ricoprì la carica di sindaco di Sciacca e Francesco, che fu consigliere provinciale di Sciacca e sposò la nobile Marianna Lanza Paternò dei principi di Mirto, oltre a tre figlie, tra cui Concetta e Antonina, quest'ultima andata in sposa a Don Nunzio Venuti.
La famiglia detiene anche i titoli di barone di Bonfiglio e barone di Valentino.
Nel primo Novecento il diplomatico Pietro Arone IX barone di Valentino (n. a Palermo il 23 dicembre 1882-1947?) – erede del titolo da Francesco e di Marianna Lanza e Paternò (di Giuseppe Antonio, principe di Mirto) – fu inviato straordinario e ministro plenipotenziario di prima classe nella città di Lisbona dal 1929 al 1932, con credenziali di Ambasciatore d'Italia nel 1935 a Mosca e, nel 1936, a Varsavia. Fu citato da Paolo Vita-Finzi nel volume Giorni lontani: appunti e ricordi (1989).
Al barone Arone è stata intestata la Camera Penale di Sciacca.

## Arma
Arma d'azzurro, al braccio vestito d'oro, la mano di carnagione, impugnante una verga di nero, ed un monte di verde movente dal canton destro dello scudo, da cui scaturisce un ruscello d'argento. Corona di barone.